# Campionato europeo maschile under 21 di calcio 2013
Il Campionato europeo di calcio Under-21 2013 è stata la 19ª edizione del torneo. Si è svolta in Israele dal 5 al 18 giugno 2013. La Spagna era la squadra detentrice del titolo e si è riconfermata campione battendo in finale l'Italia per 4-2.

## Scelta del paese organizzatore
Israele è stato scelto come paese organizzatore dal Comitato esecutivo dell'UEFA, riunito il 27 gennaio 2011 a Nyon, in Svizzera. Le altre nazioni candidate erano Bulgaria, Galles, Inghilterra e Repubblica Ceca.

## Qualificazioni

### Squadre qualificate
| Squadra     | Data            |
| ----------- | --------------- |
| Israele     | 27 gennaio 2011 |
| Paesi Bassi | 15 ottobre 2012 |
| Italia      | 16 ottobre 2012 |
| Norvegia    | 16 ottobre 2012 |
| Germania    | 16 ottobre 2012 |
| Inghilterra | 16 ottobre 2012 |
| Russia      | 16 ottobre 2012 |
| Spagna      | 16 ottobre 2012 |

## Stadi
| Gerusalemme         | Gerusalemme Netanya Petah Tiqwa Tel Aviv | Netanya           |
| ------------------- | ---------------------------------------- | ----------------- |
| Stadio Teddy Kollek | Gerusalemme Netanya Petah Tiqwa Tel Aviv | Netanya Stadium   |
| Capienza: 31 733    | Gerusalemme Netanya Petah Tiqwa Tel Aviv | Capienza: 13 610  |
|                     | Gerusalemme Netanya Petah Tiqwa Tel Aviv |                   |
| Petah Tiqwa         | Gerusalemme Netanya Petah Tiqwa Tel Aviv | Tel Aviv          |
| Stadio HaMoshava    | Gerusalemme Netanya Petah Tiqwa Tel Aviv | Stadio Bloomfield |
| Capienza: 11 500    | Gerusalemme Netanya Petah Tiqwa Tel Aviv | Capienza: 14 413  |
|                     | Gerusalemme Netanya Petah Tiqwa Tel Aviv |                   |

## Sorteggio
Il sorteggio per la fase finale è stato effettuato il 28 novembre 2012 a Tel Aviv. In base al ranking, la Spagna era testa di serie assieme ai padroni di casa di Israele. Non potevano finire quindi nello stesso gruppo, così come la seconda e la terza del ranking, Inghilterra e Olanda. Le quattro squadre rimanenti sono state poste nell'ultima urna e hanno occupato le posizioni rimanenti nei 2 gironi.
| Teste di serie               | Seconda fascia              | Terza fascia                            |
| ---------------------------- | --------------------------- | --------------------------------------- |
| - Israele (A1) - Spagna (B1) | - Inghilterra - Paesi Bassi | - Italia - Germania - Russia - Norvegia |

## Fase a gruppi

### Girone A

#### Classifica
| Pos. | Squadra     | Pt | G | V | N | P | GF | GS | DR |
| ---- | ----------- | -- | - | - | - | - | -- | -- | -- |
| 1.   | Italia      | 7  | 3 | 2 | 1 | 0 | 6  | 1  | +5 |
| 2.   | Norvegia    | 5  | 3 | 1 | 2 | 0 | 6  | 4  | +2 |
| 3.   | Israele     | 4  | 3 | 1 | 1 | 1 | 3  | 6  | −3 |
| 4.   | Inghilterra | 0  | 3 | 0 | 0 | 3 | 1  | 5  | −4 |

#### Risultati
| Arbitro: | Paweł Gil |

|                                |           |                        |
| Bitton 16’ (rig.) Turgeman 71’ | Marcatori | 24’ Pedersen 90’ Singh |

| Arbitro: | Antony Gautier |

|  |           |             |
|  | Marcatori | 79’ Insigne |

| Arbitro: | Serhij Bojko |

|                   |           |                                 |
| Dawson 57’ (rig.) | Marcatori | 15’ Berge 34’ Berget 52’ Eikrem |

| Arbitro: | Ovidiu Alin Hațegan |

|                                               |           |  |
| Saponara 18’ Gabbiadini 42’, 53’ Florenzi 71’ | Marcatori |  |

| Arbitro: | Serhij Bojko |

|           |           |  |
| Kriaf 80’ | Marcatori |  |

| Arbitro: | Ivan Bebek |

|                       |           |                  |
| Strandberg 90’ (rig.) | Marcatori | 90+4’ Bertolacci |

### Girone B

#### Classifica
| Pos. | Squadra     | Pt | G | V | N | P | GF | GS | DR |
| ---- | ----------- | -- | - | - | - | - | -- | -- | -- |
| 1.   | Spagna      | 9  | 3 | 3 | 0 | 0 | 5  | 0  | +5 |
| 2.   | Paesi Bassi | 6  | 3 | 2 | 0 | 1 | 8  | 6  | +2 |
| 3.   | Germania    | 3  | 3 | 1 | 0 | 2 | 4  | 5  | −1 |
| 4.   | Russia      | 0  | 3 | 0 | 0 | 3 | 2  | 8  | −6 |

#### Risultati
| Arbitro: | Matej Jug |

|            |           |  |
| Morata 82’ | Marcatori |  |

| Arbitro: | Ivan Bebek |

|                                 |           |                            |
| Maher 24’ Wijnaldum 38’ Fer 90’ | Marcatori | 47’ (rig.) Rudy 81’ Holtby |

| Arbitro: | Antony Gautier |

|                                                            |           |             |
| Wijnaldum 39’ L. de Jong 61’ John 69’ Hoesen 83’ Fer 90+1’ | Marcatori | 65’ Čeryšev |

| Arbitro: | Paweł Gil |

|  |           |            |
|  | Marcatori | 86’ Morata |

| Arbitro: | Ovidiu Alin Hațegan |

|                                 |           |  |
| Morata 26’ Isco 32’ Vázquez 90’ | Marcatori |  |

| Arbitro: | Matej Jug |

|             |           |                              |
| Dzagoev 22’ | Marcatori | 34’ Herrmann 69’ (rig.) Rudy |

## Fase a eliminazione diretta
Italia, Paesi Bassi e Spagna si qualificano con una giornata di anticipo alla fase ad eliminazione diretta, mentre nella stessa giornata (seconda giornata), sono matematicamente eliminate dalle semifinali: Inghilterra, Russia e Germania. Nella terza e ultima giornata gli azzurri si qualificano primi nel proprio girone, mentre la Norvegia chiude seconda, viene quindi eliminata Israele. L'Inghilterra partita come una delle favorite per la vittoria dell'Europeo, chiude invece le qualificazioni con zero punti (avendo perso tutte e tre le sfide). Nel gruppo B invece, viene deciso il verdetto per la capolista del girone: è la Spagna a trionfare con un'inaspettata vittoria per 3-0 sui Paesi Bassi, che di conseguenza passa il turno come seconda classificata.

### Tabellone
|  | Semifinali | Semifinali  | Semifinali |        |        | Finale | Finale | Finale |  |
|  |            |             |            |        |        |        |        |        |  |
|  | 1A         | Italia      | 1          |        |        |        |        |        |  |
|  | 1A         | Italia      | 1          |        |        |        |        |        |  |
|  | 2B         | Paesi Bassi | 0          |        |        |        |        |        |  |
|  | 2B         | Paesi Bassi | 0          |        | Italia | Italia | 2      |        |  |
|  |            |             |            |        | Italia | Italia | 2      |        |  |
|  |            |             | Spagna     | Spagna | 4      |        |        |        |  |
|  | 1B         | Spagna      | Spagna     | Spagna | 4      | 3      |        |        |  |
|  | 1B         | Spagna      |            |        |        |        |        |        |  |
|  | 2A         | Norvegia    | 0          |        |        |        |        |        |  |

### Semifinali
| Arbitro: | Serhij Bojko |

|                                     |           |  |
| Rodrigo 45+1’ Isco 88’ Morata 90+3’ | Marcatori |  |

| Arbitro: | Ovidiu Alin Hațegan |

|            |           |  |
| Borini 79’ | Marcatori |  |

### Finale
| Arbitro: | Matej Jug |

|                         |           |                                            |
| Immobile 10’ Borini 80’ | Marcatori | 6’, 31’, 38’ (rig.) Thiago 66’ (rig.) Isco |

## Selezione UEFA[4]
| Portieri Francesco Bardi David de Gea Ørjan Nyland | Difensori Marc Bartra Luca Caldirola Iñigo Martínez Bruno Martins Indi Martín Montoya Alberto Moreno Stefan Strandberg | Centrocampisti Alan Dzagoev Lewis Holtby Asier Illarramendi Isco Koke Adam Maher Thiago Alcántara Marco Verratti | Attaccanti Fabio Borini Luuk de Jong Álvaro Morata Rodrigo Georginio Wijnaldum |

## Classifica marcatori
4 reti
- Álvaro Morata

3 reti
- Isco (1 rigore)
- Thiago Alcántara (1 rigore)

2 reti
- Sebastian Rudy (2 rigori)
- Fabio Borini
- Manolo Gabbiadini
- Leroy Fer
- Georginio Wijnaldum

1 reti
- Lewis Holtby
- Patrick Herrmann
- Craig Dawson (1 rigore)
- Alon Turgeman
- Nir Bitton (1 rigore)
- Ofir Kriaf
- Alessandro Florenzi
- Andrea Bertolacci
- Ciro Immobile

- Lorenzo Insigne
- Riccardo Saponara
- Fredrik Semb Berge
- Harmeet Singh
- Jo Inge Berget
- Magnus Wolff Eikrem
- Marcus Pedersen
- Stefan Strandberg (1 rigore)

- Adam Maher
- Danny Hoesen
- Luuk de Jong
- Ola John
- Alan Dzagoev
- Denis Čeryšev
- Álvaro Vázquez
- Rodrigo